# 5 by Monk by 5
5 by Monk by 5 — студійний альбом американського джазового піаніста Телоніуса Монка, випущений у 1959 році лейблом Riverside.

## Опис
Із завершенням 1950-х років, закінчувався успішний період для Телоніуса Монка на лейблі Riverside Records. Фактично, цей альбом був записаний під час трьох сесій 1, 2 і 4 червня 1959 року в Нью-Йорку, яка стане передостаннью для музиканта на лейблі. Концепцією альбому є п'ять оригінальних композицій Монка, які виконані у складі квінтету. Цікаво, що саме у записі цієї сесії Монк вперше використав склад музикантів, які є «стандартом» для ритм-секції у стилі хард-боп із застосуванням трубача (або, у цьому разі, це корнетист) і саксофоніста. У складі квінтету увійшли Монк (фортепіано), Тед Джонс (корнет), Чарлі Роуз (тенор-саксофон), Сем Джонс (контрабас) і Арт Тейлор (ударні). Роуз стане постійним тенор-саксофоністом у гурті Монка у 1960-х роках.
Традиційним стало, те що матеріал альбому складає уже відомі праці і декілька нових композицій. Одна з нових композицій, «Jackie-ing» (до речі, названа на честь однієї з племінниць Монка) виділяється на альбомі. Вона демонструє вільні, незв'язні та надзвичайно складні аранжування, які визначають Монка як провідного композитора/аранжувальника/бенд-лідера.

## Список композицій
1. «Jackie-ing» (Телоніус Монк) — 6:01
2. «Straight, No Chaser» (Телоніус Монк) — 9:16
3. «Played Twice» (Телоніус Монк) — 7:55
4. «I Mean You» (Коулмен Гокінс, Телоніус Монк) — 9:43
5. «Ask Me Now» (Телоніус Монк) — 10:43

## Учасники запису
- Телоніус Монк — фортепіано
- Тед Джонс — корнет
- Чарлі Роуз — тенор-саксофон
- Сем Джонс — контрабас
- Арт Тейлор — ударні

Технічний персонал
- Оррін Кіпньюз — продюсер, текст
- Джек Хіггінс — інженер
- Лоуренс Н. Шустак — фотографія
- Гарріс Левайн, Кен Брейрен, Пол Бейкон — дизайн [обкладинка]